# ليخوفو
ليخوفو (Λέχοβον) هي مدينة في فلورينا في مقاطعة فوريا إلادا في اليونان.